# Parafia św. Stanisława w Samborowie
Parafia św. Stanisława w Samborowie – parafia rzymskokatolicka w diecezji elbląskiej. Erygowana w 1351 roku, reerygowana w 1962 roku, przez administratora warmińskiego Tomasza Wilczyńskiego.
Do parafii należą miejscowości: Samborowo, Stary Las, Wirwajdy. Tereny te znajdują się w gminie Ostróda w powiecie ostródzkim w województwie warmińsko-mazurskim.
Budynek Kościoła parafialnego w Samborowie został wybudowany w 1908 roku, ale kościołem parafialnym stał się w 1945 roku, rozbudowany w 1991 roku.